# Eumops chimaera
Eumops chimaera és una espècie de ratpenat de la família dels molòssids. Viu a l'est de Bolívia i l'estat brasiler de Minas Gerais. Es tracta d'un ratpenat de mida mitjana, amb una llargada de cap a gropa de 78–91 mm, la cua de 58–61 mm, les orelles de 27,5–31 mm i els avantbraços de 66–68,5 mm. Com que fou descoberta fa poc, l'estat de conservació d'aquesta espècie encara no ha estat avaluat formalment.